# Maria Zachwatowicz
María Zachwatowicz, también llamada Maria Chodźko-Zachwatowicz, (Lublin, 12 de marzo de 1902 - Varsovia, 20 de julio de 1994) fue una arquitecta polaca y conservadora de edificios, que trabajó principalmente en la reconstrucción de Varsovia después de la Segunda Guerra Mundial.

## Vida
Estuvo casada con el arquitecto Jan Zachwatowicz y fue la madre de la actriz Krystyna Zachwatowicz (Esposa del director Andrzej Wajda) y la cantante Katarzyna Zachwatowicz. Su padre era Witold Chodźko (1875-1954), profesor universitario y político polaco (Ministro de Salud y Asuntos Sociales).
Zachwatowicz estudió en la Facultad de Arquitectura de la Universidad de Tecnología de Varsovia, donde se graduó en 1933. Trabajó como arquitecta en la Oficina Estatal de Conservación (en polaco: Pracownie Konserwacji Zabytków). Los objetos más importantes, que fueron reconstruidos sobre la base de sus diseños, fueron la Iglesia del Santo Kasimir (polaco: Kościół pw. Św. Kazimierza, ss. Sak ... rak) en la plaza del mercado de la Ciudad Nueva de Varsovia (1947-1952), y también en el Palacio de Sapieha de New Town (1951-1955).
Zachwatowicz pertenecía al grupo de arquitectos, que reconstruyó el Palacio Królikarnia en la década de 1960 al Museo de Escultura Xawery Dunikowski. También participó en la reconstrucción de muchos otros edificios; entre otras cosas, diseñó alrededor de 1957 los edificios de apartamentos barrocos en la calle Brzozowa 27/29 cerca del Kamienne-Shodki en el borde del Centro histórico de Varsovia.
En la guía de la ciudad de Varsovia "Warszawa kobiet" (Varsovia de las mujeres) por Sylwia Chutnik, es mencionada junto a conocidas mujeres como Maria Skłodowska-Curie, Anna Jagiellonka, Bona Sforza, que están asociadas con la historia de Varsovia. Del 10 de junio al 31 de agosto de 2002, el Museo de Historia de Varsovia realizó una exposición sobre su trabajo: "Maria Zachwatowicz, arquitecta - conservadora." (Maria Zachwatowicz, arquitecta y conservadora, en su cumpleaños número 100 ). Está enterrada en el Cementerio Powązki de Varsovia.